# Sergio Lo Giudice
 (décembre 2015).
Si vous disposez d'ouvrages ou d'articles de référence ou si vous connaissez des sites web de qualité traitant du thème abordé ici, merci de compléter l'article en donnant les références utiles à sa vérifiabilité et en les liant à la section « Notes et références ».
Sergio Lo Giudice (né le 29 mars 1961 à Messine) est une personnalité politique italienne.

## Biographie
Ancien président de l'Arcigay, de 1998 à 2007 et président honoraire depuis cette dernière date, Sergio Lo Giudice est sénateur depuis février 2013 pour le Parti démocrate. Il est marié, selon le droit norvégien, avec un autre Italien depuis 2011.